# Pachnobia ogilviana
Pachnobia ogilviana là một loài bướm đêm trong họ Noctuidae.